# Podłęcze (powiat stargardzki)
Podłęcze – osada w Polsce położona w województwie zachodniopomorskim, w powiecie stargardzkim, w gminie Suchań, położona 9,5 km na południowy wschód od Suchania (siedziby gminy) i 29 km na południowy wschód od Stargardu (siedziby powiatu). Miejscowość wchodzi w skład sołectwa Wapnica.
W latach 1975–1998 miejscowość należała administracyjnie do województwa szczecińskiego.